# Supercoppa d'Islanda 2018
La Meistarakeppni karla 2018 è stata la 47ª edizione di tale competizione. Si è disputata il 19 aprile 2018 a Reykjavík. La sfida ha visto contrapposte il Valur, vincitore del campionato, e l'ÍBV Vestmannæyja, trionfatore nella coppa nazionale.
Il Valur si è aggiudicato il trofeo per l'undicesima volta nella sua storia.

## Tabellino
| Arbitro: | Thoroddur Hjaltalin |

|                            |           |                    |
| Pedersen 29’ Eiríksson 39’ | Marcatori | 43’ í Bartalsstovu |